# Уин, Фрэнсис
Фрэнсис Уин (Francis Wheen; род. 22 января 1957) — британский журналист и публицист, писатель и телеведущий. Вел колонку Wheen’s World в The Guardian, за которую стал «Обозревателем года» (1997). Автор известной биографии Карла Маркса «Karl Marx: A Life» — удостоенной Дойчеровской мемориальной премии (1999) и переведенной на двадцать языков, называвшейся первой крупной биографией Маркса после окончания холодной войны. Всего автор ряда книг. Ныне замредактора журнала Private Eye. Также являлся постоянным колумнистом London Evening Standard. Работал для New Statesman, Independent, Mirror, Gay News, Today, New Socialist, Tatler.
Его сборник Hoo-Hahs and Passing Frenzies удостоился George Orwell Prize в 2003 г.
Другие книги — The Sixties (1982), Television (1985), The Battle for London (1985), Tom Driberg (1990) /вошла в шортлист Whitbread Biography Award/, бестселлер How Mumbo Jumbo Conquered the World (2004).
Karl Marx (Fourth Estate, 2000) также вошел в шортлисты WH Smith Literary Award, Samuel Johnson Prize, George Orwell Prize, Silver Pen Award и Marsh Award. Ее называли (Кирилл Кобрин) ставшей довольно популярной. В 2006-м Вин выпустил биографию «Капитала» Маркса — Marx’s Das Kapital: A Biography.
- Карл Маркс : Пер. с англ. / Фрэнсис Уин. — М. : АСТ, 2003. — 429 с. — (Ист. б-ка) . — ISBN 5-17-011049-9

Живет в Эссексе. С 1993 года в отношениях, пятеро детей (трое — партнерши от ее предыдущего брака).